# Syrisca
Syrisca là một chi nhện trong họ Miturgidae.